# Belovar Zlatarski
Belovar Zlatarski is een plaats in de gemeente Bedekovčina in de Kroatische provincie Krapina-Zagorje. De plaats telt 106 inwoners (2001).